# Chris Metzen
Christopher Vincent "Chris" Metzen (22 de noviembre de 1973) es un diseñador de videojuegos estadounidense, artista, actor de voz y autor conocido por su trabajo en la creación de universos de ficción y guiones para las tres principales franquicias galardonadas de Blizzard Entertainment: Warcraft, Diablo y  StarCraft. En ocasiones, Metzen ha publicado su arte bajo el alias "Thundergod". Metzen fue contratado por Blizzard Entertainment como animador y artista; su primer trabajo para la compañía fue con el videojuego Justice League Task Force.
Metzen fue vicepresidente sénior de Story and Franchise Development en Blizzard Entertainment y ayudó a los proyectos de la compañía al proporcionar talento de voz para una serie de personajes, además de contribuir al diseño de personajes artísticos. Fuera de Blizzard Entertainment, Metzen es autor de una serie de novelas gráficas basada en una segunda guerra civil estadounidense futurista. Metzen se retiró en septiembre de 2016 para pasar más tiempo con su familia.

## Carrera
Metzen comenzó su carrera en el diseño después de aplicar a Blizzard Entertainment, entonces conocido como Chaos Studios, por recomendación de un amigo que había visto su trabajo. Fue rápidamente reclutado por la empresa, aunque Metzen afirma que en ese momento no sabía realmente de qué trataba Blizzard Entertainment, suponiendo que era un estudio de diseño gráfico en lugar de un desarrollador de videojuegos.

## Vida personal
El 21 de abril de 2013, Metzen se casó con su novia de mucho tiempo, Kat Hunter, que era gerente de proyectos de licencias en Blizzard Entertainment. Ellos tienen tres hijos.

## Influencias artísticas
Primero comenzó a crear cómics a la edad de doce años, pero que tenía un interés en el dibujo desde los seis. Afirma que todavía conserva el hábito de gastar "un promedio de treinta y cinco dólares por semana" en los cómics. Famoso de Dungeons & Dragons, Metzen cita la serie de novelas Dragonlance y Star Wars como las principales inspiraciones para sus creaciones de fantasía y ciencia ficción, y nombra a artistas de fantasía y cómics como Walt Simonson y Keith Parkinson como sus inspiraciones artísticas.

## Funciones

### Videojuegos
- StarCraft @– Marino, Battlecruiser, Fantasma
- Warcraft III: Reinado de Caos @– Thrall
- Warcraft III: El Trono Congelado @– Thrall, Vol'jin
- Mundo de Warcraft @– Thrall, Vol'jin, Orcos, Nefarian, Ragnaros, Hakkar el Soulflayer
- Mundo de Warcraft: La Cruzada En llamas @– Thrall, Vol'jin
- Mundo de Warcraft: Ira del Lich Rey @– Thrall, Vol'jin, Varian Wrynn, Deathbringer Saurfang/Dranosh Saurfang, Bronjahm
- StarCraft II: Alas de Liberty @– Marino, Battlecruiser
- Mundo de Warcraft: Cataclismo @– Thrall, Vol'jin, Varian Wrynn, Nefarian, Ragnaros, Hakkar el Soulflayer
- Mundo de Warcraft: Neblinas de Pandaria @– Thrall, Arcanital Mara'kah, Capitán Halu'kal, Nalak el Señor de Tormenta, Guerra-Dios Jalak
- Starcraft II: Corazón del Enjambre - Marino, Battlecruiser
- Hearthstone: Héroes de Warcraft - Thrall, Varios minions
- Mundo de Warcraft: Warlords de Draenor - Thrall
- Héroes de la Tormenta - Thrall, Varian Wrynn
- StarCraft II: Legado del Void @– Marino, Battlecruiser
- Mundo de Warcraft: Legión - Thrall, Varian Wrynn
- Overwatch - Bastión